# Danh sách trò chơi Nintendo Switch bán chạy nhất
Đây là danh sách các trò chơi điện tử cho máy chơi trò chơi điện tử Nintendo Switch đã bán hoặc chuyển đi ít nhất một triệu bản. Vì Nintendo chia sẻ doanh số trò chơi điện tử của họ hàng quý, trong khi hầu hết các nhà phát hành khác không chia sẻ số liệu bán hàng trên mỗi hệ máy, nên danh sách này chủ yếu bao gồm các tựa game do Nintendo phát hành.
Nintendo Switch, một thiết bị lai giữa máy chơi game cầm tay và máy để bàn, ra mắt trên toàn thế giới ngày 3 tháng 3 năm 2017. Đến cuối năm 2017, máy đã bán chạy hơn doanh số bán hàng trọn đời của tiền nhiệm là Wii U. Tháng 9 năm 2019, Nintendo ra mắt Nintendo Switch Lite, một phiên bản dành riêng cho hệ máy cầm tay. Vào cuối năm 2020, tổng số Nintendo Switch đã bán chạy hơn doanh số bán hàng trọn đời của Nintendo 3DS, hệ máy cầm tay tiền nhiệm với 80 triệu máy. Tính đến ngày 30 tháng 9 năm 2021, Nintendo Switch đã ra gần 93 triệu máy.
Doanh số bán phần mềm Nintendo Switch đã được thúc đẩy bởi các bản phát hành mới và doanh số bán hàng ổn định của các tựa game cũ hơn. Super Mario Odyssey là trò chơi bán chạy nhất năm 2017 với 9 triệu bản. Super Smash Bros. Ultimate là trò chơi bán chạy nhất năm 2018 với 12 triệu bản. Pokémon Sword and Shield là trò chơi bán chạy nhất năm 2019 với 16 triệu bản kết hợp. Animal Crossing: New Horizons là trò chơi bán chạy nhất năm 2020 với 31 triệu bản. Bất chấp những con số này, Mario Kart 8 Deluxe vẫn là tựa game Nintendo Switch bán chạy nhất kể từ cuối năm 2018.
Tính đến ngày 30 tháng 9 năm 2021, các nhà phát hành đã bán ra tổng số 681 triệu game trên Switch.

## Danh sách
| STT | Tựa đề                                             | Số bản bán ra | Tính đến             | Ngày phát hành       | Thể loại                          | Phát triển                     | Phát hành                                    |
| --- | -------------------------------------------------- | ------------- | -------------------- | -------------------- | --------------------------------- | ------------------------------ | -------------------------------------------- |
| 1   | Mario Kart 8 Deluxe                                | 38,74 triệu   | 30 tháng 9 năm 2021  | 28 tháng 4 năm 2017  | Đua xe kart                       | Nintendo EPD                   | Nintendo                                     |
| 2   | Animal Crossing: New Horizons                      | 34,85 triệu   | 30 tháng 9 năm 2021  | 20 tháng 3 năm 2020  | Mô phỏng xã hội                   | Nintendo EPD                   | Nintendo                                     |
| 3   | Super Smash Bros. Ultimate                         | 25,71 triệu   | 30 tháng 9 năm 2021  | 7 tháng 12 năm 2018  | Đối kháng                         | Bandai Namco Studios Sora Ltd. | Nintendo                                     |
| 4   | The Legend of Zelda: Breath of the Wild            | 24,13 triệu   | 30 tháng 9 năm 2021  | 3 tháng 3 năm 2017   | Nhập vai hành động                | Nintendo EPD                   | Nintendo                                     |
| 5   | Pokémon Sword and Shield                           | 22,64 triệu   | 30 tháng 9 năm 2021  | 15 tháng 11 năm 2019 | Nhập vai                          | Game Freak                     | The Pokémon Company Nintendo                 |
| 6   | Super Mario Odyssey                                | 21,95 triệu   | 30 tháng 9 năm 2021  | 27 tháng 10 năm 2017 | Platformer                        | Nintendo EPD                   | Nintendo                                     |
| 7   | Super Mario Party                                  | 16,48 triệu   | 30 tháng 9 năm 2021  | 5 tháng 10 năm 2018  | Trò chơi nhóm                     | NDcube                         | Nintendo                                     |
| 8   | Pokémon: Let's Go, Pikachu! and Let's Go, Eevee!   | 13,83 triệu   | 30 tháng 9 năm 2021  | 16 tháng 11 năm 2018 | Nhập vai                          | Game Freak                     | The Pokémon Company Nintendo                 |
| 9   | Splatoon 2                                         | 12,68 triệu   | 30 tháng 9 năm 2021  | 21 tháng 7 năm 2017  | Góc nhìn thứ ba                   | Nintendo EPD                   | Nintendo                                     |
| 10  | Ring Fit Adventure                                 | 12,21 triệu   | 30 tháng 9 năm 2021  | 18 tháng 10 năm 2019 | Thể dục Nhập vai                  | Nintendo EPD                   | Nintendo                                     |
| 11  | New Super Mario Bros. U Deluxe                     | 11,48 triệu   | 30 tháng 9 năm 2021  | 11 tháng 1 năm 2019  | Platformer                        | Nintendo EPD                   | Nintendo                                     |
| 12  | Luigi's Mansion 3                                  | 9,59 triệu    | 31 tháng 3 năm 2021  | 31 tháng 10 năm 2019 | Hành động phiêu lưu               | Next Level Games               | Nintendo                                     |
| 13  | Super Mario 3D All-Stars                           | 9,01 triệu    | 31 tháng 3 năm 2021  | 18 tháng 9 năm 2020  | Platformer Trò chơi tổng hợp      | Nintendo                       | Nintendo                                     |
| 14  | Monster Hunter Rise                                | 7,50 triệu    | 24 tháng 9 năm 2021  | 26 tháng 3 năm 2021  | Trò chơi hành động nhập vai       | Capcom                         | Capcom                                       |
| 15  | Super Mario 3D World + Bowser's Fury               | 7,45 triệu    | 30 tháng 9 năm 2021  | 12 tháng 2 năm 2021  | Platformer                        | Nintendo EPD                   | Nintendo                                     |
| 16  | Super Mario Maker 2                                | 7,15 triệu    | 31 tháng 3 năm 2021  | 28 tháng 6 năm 2019  | Platformer                        | Nintendo EPD                   | Nintendo                                     |
| 17  | Pokémon Brilliant Diamond and Shining Pearl        | 6 triệu       | 8 tháng 12 năm 2021  | 19 tháng 11 năm 2021 | Nhập vai                          | ILCA                           | The Pokémon Company Nintendo                 |
| 18  | The Legend of Zelda: Link's Awakening              | 5,49 triệu    | 31 tháng 3 năm 2021  | 20 tháng 9 năm 2019  | Hành động phiêu lưu               | Grezzo                         | Nintendo                                     |
| 19  | Hyrule Warriors: Age of Calamity                   | 4,00 triệu    | 4 tháng 1 năm 2022   | 20 tháng 11 năm 2020 | Hack and slash                    | Omega Force                    | - JP: Koei Tecmo - NA/PAL: Nintendo          |
| 20  | The Legend of Zelda: Skyward Sword HD              | 3,60 triệu    | 30 tháng 9 năm 2021  | 16 tháng 7 năm 2021  | Hành động phiêu lưu               | Tantalus Media                 | Nintendo                                     |
| 21  | Among Us                                           | 3,20 triệu    | 31 tháng 12 năm 2020 | 15 tháng 12 năm 2020 | Nhóm Suy luận xã hội              | Innersloth                     | Innersloth                                   |
| 22  | 1-2-Switch                                         | 3,18 triệu    | 31 tháng 12 năm 2019 | 3 tháng 3 năm 2017   | Nhóm                              | Nintendo EPD                   | Nintendo                                     |
| 23  | Clubhouse Games: 51 Worldwide Classics             | 3,14 triệu    | 31 tháng 3 năm 2021  | 5 tháng 6 năm 2020   | Trò chơi trên bàn                 | NDcube                         | Nintendo                                     |
| 24  | Paper Mario: The Origami King                      | 3,12 triệu    | 31 tháng 3 năm 2021  | 17 tháng 7 năm 2020  | Nhập vai Hành động phiêu lưu      | Intelligent Systems            | Nintendo                                     |
| 25  | Mario Tennis Aces                                  | 3,06 triệu    | 31 tháng 12 năm 2019 | 22 tháng 6 năm 2018  | Thể thao                          | Camelot Software Planning      | Nintendo                                     |
| 26  | Momotaro Dentetsu: Showa, Heisei, Reiwa Mo Teiban! | 3 triệu       | 13 tháng 5 năm 2021  | 19 tháng 11 năm 2020 | Board game                        | Konami                         | - JP: Konami                                 |
| 27  | Kirby Star Allies                                  | 2,93 triệu    | 31 tháng 12 năm 2019 | 16 tháng 3 năm 2018  | Platformer                        | HAL Laboratory                 | Nintendo                                     |
| 28  | Fire Emblem: Three Houses                          | 2,87 triệu    | 31 tháng 3 năm 2020  | 26 tháng 7 năm 2019  | Nhập vai chiến thuật              | Intelligent Systems Koei Tecmo | Nintendo                                     |
| 29  | Minecraft                                          | 2,81 triệu    | 5 tháng 12 năm 2021  | 11 tháng 5 năm 2017  | Sandbox Sinh tồn                  | Mojang                         | - JP: Xbox Game Studios - NA/PAL: Mojang     |
| 30  | Donkey Kong Country: Tropical Freeze               | 2,65 triệu    | 31 tháng 12 năm 2019 | 4 tháng 5 năm 2018   | Platformer                        | Retro Studios                  | Nintendo                                     |
| 31  | New Pokémon Snap                                   | 2,49 triệu    | 28 tháng 11 năm 2021 | 30 tháng 4 năm 2021  | Nhiếp ảnh                         | Bandai Namco Studios           | - JP: The Pokémon Company - NA/PAL: Nintendo |
| 32  | Arms                                               | 2,38 triệu    | 31 tháng 12 năm 2019 | 16 tháng 6 năm 2017  | Đối kháng                         | Nintendo EPD                   | Nintendo                                     |
| 33  | Pikmin 3 Deluxe                                    | 2,04 triệu    | 31 tháng 3 năm 2021  | 30 tháng 10 năm 2020 | Chiến lược thời gian thực Giải đố | Nintendo EPD Eighting          | Nintendo                                     |
| 34  | Mario + Rabbids Kingdom Battle                     | 2 triệu       | 2 tháng 9 năm 2018   | 29 tháng 8 năm 2017  | Nhập vai chiến thuật              | Ubisoft Paris Ubisoft Milan    | - NA/PAL: Ubisoft - JP/KOR: Nintendo         |
| 35  | Mario Golf: Super Rush                             | 1,94 triệu    | 30 tháng 9 năm 2021  | 25 tháng 6 năm 2021  | Thể thao                          | Camelot Software Planning      | Nintendo                                     |
| 36  | Xenoblade Chronicles 2                             | 1,92 triệu    | 31 tháng 12 năm 2019 | 1 tháng 12 năm 2017  | Trò chơi hành động nhập vai       | Monolith Soft                  | Nintendo                                     |
| 37  | Yoshi's Crafted World                              | 1,84 triệu    | 31 tháng 12 năm 2019 | 29 tháng 3 năm 2019  | Platformer                        | Good-Feel                      | Nintendo                                     |
| 38  | Xenoblade Chronicles: Definitive Edition           | 1,52 triệu    | 31 tháng 3 năm 2021  | 29 tháng 5 năm 2020  | Hành động nhập vai                | Monolith Soft                  | Nintendo                                     |
| 39  | Octopath Traveler                                  | 1,5 triệu     | 8 tháng 3 năm 2019   | 13 tháng 7 năm 2018  | Nhập vai                          | Square Enix Acquire            | - JP: Square Enix - NA/PAL: Nintendo         |
| 40  | Captain Toad: Treasure Tracker                     | 1,44 triệu    | 31 tháng 12 năm 2019 | 13 tháng 7 năm 2018  | Giải đố hành động                 | Nintendo EPD                   | Nintendo                                     |
| 41  | Pokkén Tournament DX                               | 1,38 triệu    | 31 tháng 3 năm 2018  | 22 tháng 9 năm 2017  | Đối kháng                         | Bandai Namco Studios           | - JP: The Pokémon Company - NA/PAL: Nintendo |
| 42  | Miitopia                                           | 1,37 triệu    | 30 tháng 9 năm 2021  | 21 tháng 5 năm 2021  | Nhập vai                          | Grezzo                         | Nintendo                                     |
| 43  | Nintendo Labo Toy-Con 01: Variety Kit              | 1,31 triệu    | 31 tháng 12 năm 2019 | 20 tháng 4 năm 2018  | Bộ xây dựng                       | Nintendo EPD                   | Nintendo                                     |
| 44  | Mario Kart Live: Home Circuit                      | 1,27 triệu    | 31 tháng 3 năm 2021  | 16 tháng 10 năm 2020 | Đua xe kart Thực tế tăng cường    | Velan Studios                  | Nintendo                                     |
| 45  | Pokémon Mystery Dungeon: Rescue Team DX            | 1,26 triệu    | 31 tháng 3 năm 2020  | 6 tháng 3 năm 2020   | Roguelike                         | Spike Chunsoft                 | Nintendo                                     |
| 46  | Astral Chain                                       | 1,08 triệu    | 31 tháng 3 năm 2020  | 30 tháng 8 năm 2019  | Hành động phiêu lưu               | PlatinumGames                  | Nintendo                                     |
| 46  | Marvel Ultimate Alliance 3: The Black Order        | 1,08 triệu    | 31 tháng 3 năm 2020  | 19 tháng 7 năm 2019  | Trò chơi hành động nhập vai       | Team Ninja                     | Nintendo                                     |
| 48  | Metroid Dread                                      | 1,01 triệu    | 12 tháng 11 năm 2021 | 8 tháng 10 năm 2021  | Hành động phiêu lưu               | MercurySteam Nintendo EPD      | Nintendo                                     |
| 49  | Enter the Gungeon                                  | 1 triệu       | 3 tháng 3 năm 2019   | 14 tháng 12 năm 2017 | Bullet hell                       | Dodge Roll                     | Devolver Digital                             |
| 49  | Fitness Boxing                                     | 1 triệu       | 8 tháng 9 năm 2020   | 20 tháng 12 năm 2018 | Thể dục Nhịp điệu                 | Imagineer                      | - JP: Imagineer - NA/PAL: Nintendo           |
| 49  | Fitness Boxing 2: Rhythm and Exercise              | 1 triệu       | 9 tháng 12 năm 2021  | 4 tháng 12 năm 2020  | Thể dục Nhịp điệu                 | Imagineer                      | - JP: Imagineer - NA/PAL: Nintendo           |
| 49  | Story of Seasons: Pioneers of Olive Town           | 1 triệu       | 18 tháng 11 năm 2021 | 25 tháng 2 năm 2021  | Nhập vai                          | Marvelous                      | Xseed Games                                  |
| 49  | Taiko no Tatsujin: Drum 'n' Fun!                   | 1 triệu       | 3 tháng 7 năm 2020   | 19 tháng 7 năm 2018  | Nhịp điệu                         | Bandai Namco Studios           | Bandai Namco Entertainment                   |
| 49  | Thief Simulator                                    | 1 triệu       | 16 tháng 7 năm 2021  | 19 tháng 5 năm 2019  | Lén lút                           | Noble Muffins                  | Forever Entertainment                        |